# Palais du Prince Henri
Le palais du Prince Henri (en Allemand : Palais des Prinzen Heinrich) est un palais situé à Berlin au numéro 6 d'Unter den Linden. C'est le siège principal et historique de l'université Humboldt.

## Historique
Sa construction débuta en 1748 sur les plans de l'architecte Johan Bouman (sur des esquisses de Georg Wenzeslaus von Knobelsdorff), pour le compte du prince Henri de Prusse, frère du roi Frédéric le Grand. Interrompus par la guerre de Sept Ans, les travaux s'achevèrent en 1766.
À sa mort en 1802, le prince Henri le légua à son neveu, le roi Frédéric-Guillaume III. Inoccupé, le souverain lui trouva une destination qui occupe toujours depuis, celle d'abriter les locaux de l'université qu'il fonda en 1809.
Des travaux d'aménagements intérieurs furent entrepris entre 1836 et 1846, puis en 1892, afin de l'adapter aux exigence de sa nouvelle fonction.

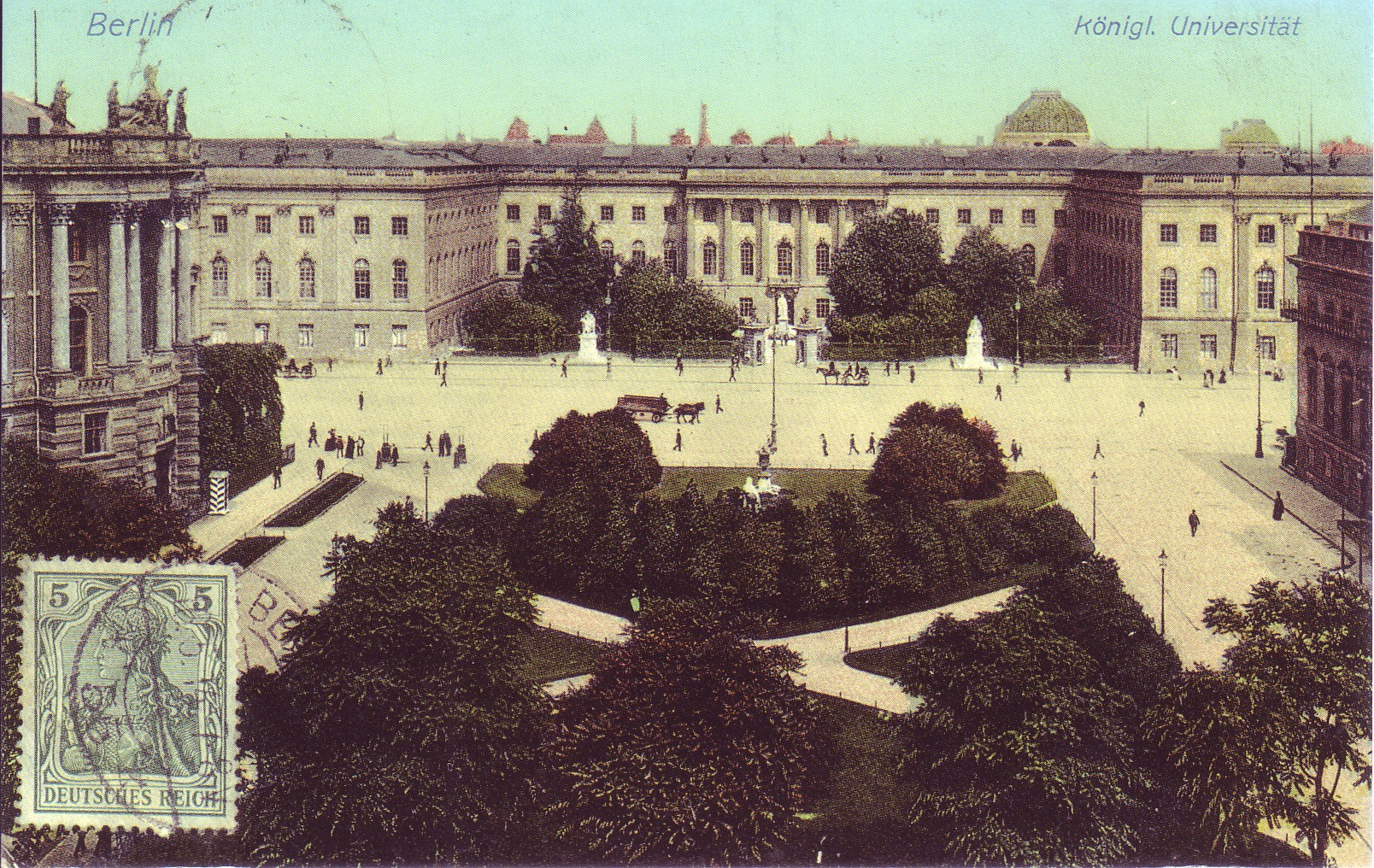
Vue général du palais en 1900.

En 1913 et 1920, l'édifice fut agrandi par l'architecte Ludwig Hoffmann, qui fit ajouter deux ailes supplémentaires au nord dans le prolongement des ailes en retour qui se déployaient jusqu'ici vers le sud, changeant ainsi radicalement la configuration du plan général du bâtiment qui passe ainsi d'une forme en « U » à une forme en « H ».
En grande partie détruit lors de la Seconde Guerre mondiale, notamment durant les bombardements alliés des 24 novembre 1943 et le 19 juillet 1944, les cours continuèrent d'être dispensés notamment dans l'aile ouest restée intacte.
Après la guerre, l'ancien palais sera reconstruit en deux phases :
- 1947-1954 pour le corps bâtiment central ;
- 1958-1962 pour l'aire est.

Depuis 1975, le palais devient un bâtiment classé.